# Sainctelettebrug

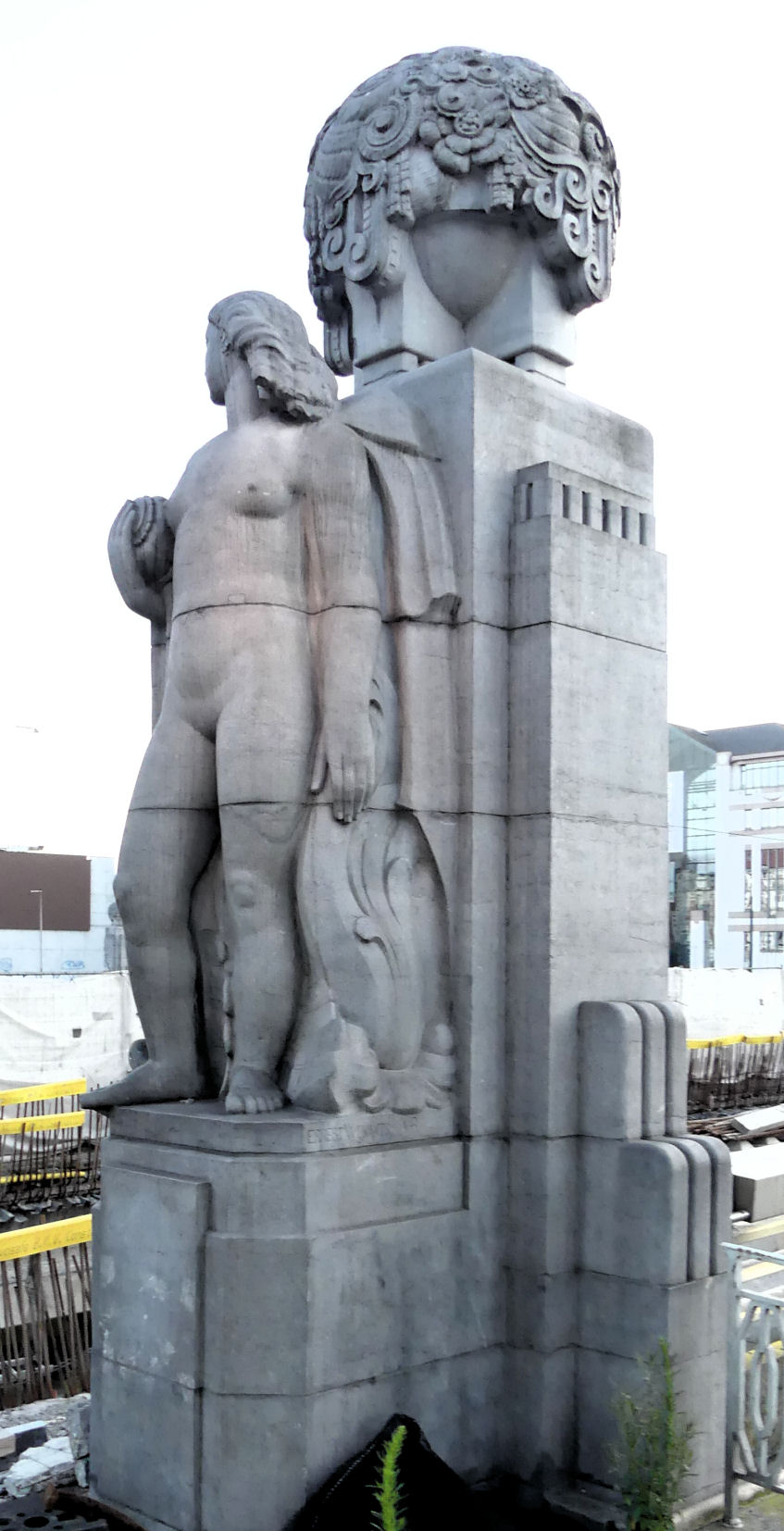
monumentale pijlers in arduin.

De Sainctelettebrug is een brug in Brussel-stad over het Kanaal Charleroi-Brussel. De brug werd ontworpen door de Belgische architect Victor Rogister aan de vooravond van de Wereldtentoonstelling van 1935.
De brug is versierd met 4 monumentale beelden uit arduin, ontworpen door steenhouwer Ernest Wijnants. De sculpturen werden uitgevoerd door verschillende van zijn leerlingen, waaronder Werner Heyndrickx.